# Società Sportiva Sambenedettese 1971-1972
Questa voce raccoglie le informazioni riguardanti la Società Sportiva Sambenedettese nelle competizioni ufficiali della stagione 1971-1972.

## Rosa
| N. |                   | Ruolo | Calciatore          |
| -- | ----------------- | ----- | ------------------- |
|    | Italia (bandiera) | A     | Daniele Agostini    |
|    | Italia (bandiera) | C     | Fabio Antonioli     |
|    | Italia (bandiera) | D     | Aldo Anzuini        |
|    | Italia (bandiera) | D     | Paolo Beni          |
|    | Italia (bandiera) | D     | Pasquale Bisceglia  |
|    | Italia (bandiera) | C     | Nicola Bovari       |
|    | Italia (bandiera) | A     | Claudio Capogna     |
|    | Italia (bandiera) | A     | Alfiero Caposciutti |
|    | Italia (bandiera) | A     | Giovanni Carnevali  |
|    | Italia (bandiera) | A     | Angelo Castronaro   |
|    | Italia (bandiera) | D     | Franco Catto        |
|    | Italia (bandiera) |       | Citti               |

| N. |                   | Ruolo | Calciatore        |
| -- | ----------------- | ----- | ----------------- |
|    | Italia (bandiera) | P     | Giuseppe De Fidio |
|    | Italia (bandiera) | C     | Raffaele Iesari   |
|    | Italia (bandiera) | P     | Mauro Isetto      |
|    | Italia (bandiera) | A     | Enzo Montanari    |
|    | Italia (bandiera) | C     | Aldo Piccoli      |
|    | Italia (bandiera) | D     | Vincenzo Pilone   |
|    | Italia (bandiera) |       | Politti           |
|    | Italia (bandiera) | C     | Nicola Ripa       |
|    | Italia (bandiera) | D     | Arcadio Spinozzi  |
|    | Italia (bandiera) | C     | Giuseppe Valà     |
|    | Italia (bandiera) | P     | Marcello Violo    |